# Ernest Wilhelm Bursche
Ernest Wilhelm Bursche (ur. 9 maja 1831 w Turku, zm. 6 kwietnia 1904 w Zgierzu) – pastor wyznania ewangelicko augsburskiego, proboszcz parafii w Zgierzu.  

## Życiorys
Ernest Wilhelm Bursche był pierworodnym synem tkacza Joachima Gotthelfa Bursche (ur. 1803) pochodzącego z Saksonii. Początkowo uczył się w szkole w miejscowości Niska w Saksonii. W latach 1852 i 1853 utracił oboje rodziców. W roku 1854 rozpoczął studia na wydziale teologii ewangelickiej uniwersytetu w Dorpacie (Tartu), które ukończył w roku 1858. 15 sierpnia 1858 został ordynowany na pastora.
Był dwukrotnie żonaty: z Matyldą Müller (zm. 1875) i w roku 1879 z Matyldą Harmel. Był ojcem dziewięciu synów i trzech córek. 

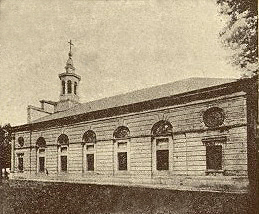
Kościół ewangelicki w Zgierzu

Najstarszym synem był Juliusz Bursche, późniejszy generalny superintendent i biskup kościoła ewangelicko-augsburskiego w Polsce. 
Kolejnymi dziećmi byli: 
- Emil Bursche, chirurg i główny lekarz szpitala ewangelickiego w warszawie (zm. 1934)
- Maria Bursche zamężna Hoch (zm. 1942 w Zgierzu)
- Matylda Bursche zamężna Linde
- Ernst Bursche, dyrektor fabryki w Twerze (Rosja) (zm. 1926)
- Adolf Bursche (brak bliższych danych)
- Edmund Bursche, proboszcz w Łowiczu, potem profesor Uniwersytetu Warszawskiego
- Alfred Bursche, adwokat
- Henryk Bursche, inżynier chemik (zm. 1942 w Warszawie)
- Aleksander Bursche, sędzia
- Teodor Bursche, architekt, konserwator zabytków
- Zofia Bursche, zamężna Sachs, nauczycielka, ur. 30.06.1886 w Zgierzu, zm. 24.03.1967 w Belfaście (Irlandia Północna)

15 sierpnia 1858 został ordynowany i rozpoczął wikariat w Lipnie, 1 grudnia 1858 w Kaliszu, a w czerwcu 1863 w gminie św. Trójcy w Łodzi. 
4 września 1865 został administratorem, a 7 października 1866 proboszczem parafii ewangelicko-augsburskiej w Zgierzu, i sprawował tę funkcję do końca życia. Dodatkowo od roku 1897 był superintendentem diecezji płockiej.
Zobacz też: Bursche